# Mattersburg
Mattersburg (ungerska: Nagymarton, kroatiska: Materštof) är en stadskommun i det österrikiska förbundslandet Burgenland. Staden är huvudort i distriktet med samma namn. Den är belägen i norra Burgenland cirka 15 km öster om Wiener Neustadt vid floden Wulka.

## Historia
Mattersburg som fram till 1926 hette Mattersdorf tillhörde Ungern fram till 1921. 1202 omnämndes orten för första gången som Villa Martini. Då förlänades orten till en invandrad spansk grevesläkt som senare tog namnet herrar av Mattersdorf. Grevarna befäste orten och uppförde en borg som revs 1294. Istället byggdes borgen Forchtenstein i närheten. År 1354 blev Mattersdorf köping.
På 1600-talet kom Mattersdorf i den ungerske greven Esterházys ägo. Fursten Paul Esterházy erbjöd judar som hade fördrivits ur staden Wien 1670 att slå sig ner i hans maktområde. Mattersdorf blev en av de sju orter där judarna bosatte sig. På 1800-talet utgjorde den judiska befolkningen tidvis en tredjedel av ortens invånare och den hebreiska högskolan var vida känd. Det judiska bostadsområdet samt synagogan och begravningsplatsen förstördes av nationalsocialisterna 1940 efter att judarna hade fördrivits två år tidigare.
Efter att Burgenland hade anslutits till Österrike 1921 från Ungern, men utan den tilltänkta huvudstaden Ödenburg, var Mattersdorf en av kandidaterna för att bli det nya förbundslandets huvudstad. Man bytte namnet till Mattersburg 1924, men 1925 bestämdes det att Eisenstadt skulle bli huvudstad. Som tröst upphöjdes Mattersburg till stad 1926.

## Indelning
Kommunen består av två orter (Ortschaften) (inom parentes invånarantal 1 januari 2024):
- Mattersburg (6 704)
- Walbersdorf (823)

## Stadsbild
Mattersburg är i stort sett en modern stad med få äldre byggnader. Bland de äldre byggnaderna är stadskyrkan som har anor från 1300-talet och kolonnerna (till exempel pestkolonnen från 1714, Mariakolonnen och Annakolonnen vid kyrkan) sevärda.

## Näringsliv
Mattersburg är en serviceinriktad ort. Bland industriföretag är Felix Austria ett av de största i Mattersburg.

## Kommunikationer
Mattersburg ligger vid järnvägen från Wiener Neustadt till Sopron (Ungern).
Genom motortrafiklederna S4 och S31 har Mattersburg en god vägförbindelse med Wiener Neustadt och Eisenstadt.

## Idrott
Mattersburgs fotbollsklubb SV Mattersburg spelar i högsta ligan där de blev tvåa i säsongen 2006/2007.